# Dorfkirche Deutsch Wusterhausen

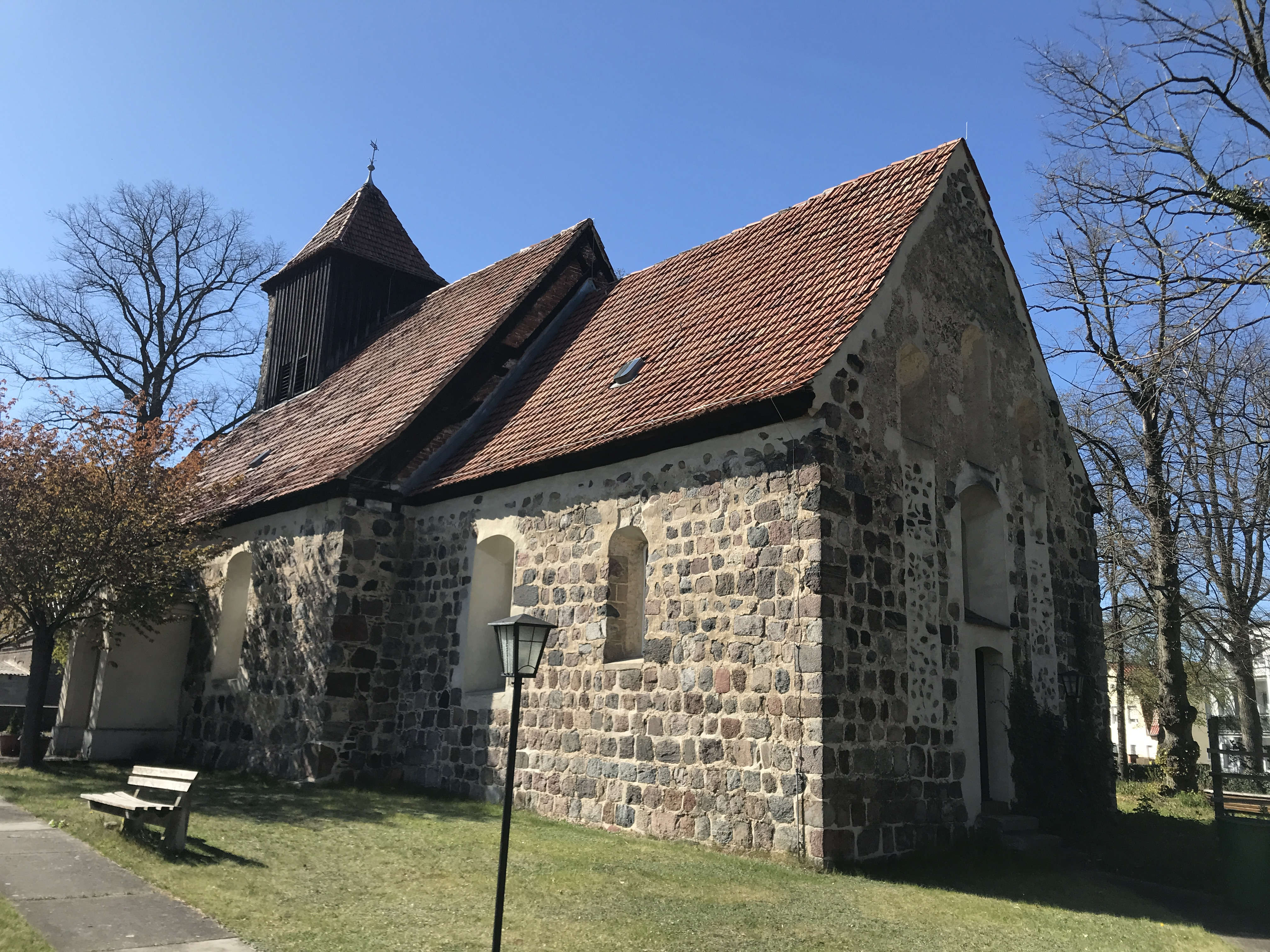
Dorfkirche

Die evangelische Dorfkirche Deutsch Wusterhausen ist eine spätromanische Feldsteinkirche in Deutsch Wusterhausen, einem Ortsteil der Stadt Königs Wusterhausen im
Landkreis Dahme-Spreewald im Land Brandenburg. Die Kirchengemeinde gehört zum Kirchenkreis Neukölln der Evangelischen Kirche Berlin-Brandenburg-schlesische Oberlausitz.

## Lage
Die Landstraße 40 führt von Westen kommend in östlicher Richtung als Chausseestraße durch den Ort. Im historischen Zentrum zweigt die Hoherlehmer Straße nach Norden hin ab. Gemeinsam mit der östlich gelegenen Straße Am Denkmalplatz umspannt sie eine dreiecksförmige Fläche. Auf ihr steht die Kirche auf einem leicht erhöhten Grundstück mit einem Kirchfriedhof, der mit einer Mauer aus unbehauenen und nicht lagig geschichteten Feldsteinen eingefriedet ist.

## Geschichte
Das Bauwerk entstand im frühen 13. Jahrhundert. Zu dieser Zeit befand sich der Ort vor 1375 bis nach 1480 im Besitz derer von Schlieben, die auch das Kirchenpatronat hielten. Dem Pfarrer standen zu dieser Zeit drei abgabenfreie Pfarrhufen zu; weitergab gab es eine Kirchhufe. 1542 wurde Deutsch Wusterhausen als Pfarrdorf in der Herrschaft Wusterhausen erwähnt; ebenso im Jahr 1690. Im Jahr 1575 erhielt der Pfarrer aus der Feldmark Gersdorf 25 Scheffel Roggen Scheffelkorn sowie im Jahr 1600 von den Bauern aus Deutsch Wusterhausen 39 Scheffel Roggen Scheffelkorn. Im Jahr 1611 erhielt er weiterhin von den Bauernhöfen aus Groß Machnow Einkünfte, die 1642 jedoch dem Rittergut zugeschlagen wurden. Der Übergang des Dorfes in die Herrschaft führte auch dazu, dass die Kirche 1719 mit Königs Wusterhausen vereinigt wurde. Dort wurde sie 1800 und 1900 als Tochterkirche erwähnt.
Im 19. Jahrhundert wurde die Kirche um eine südliche Vorhalle ergänzt. 1921 wurde die Decke getüncht. In der Zeit der DDR wurde die Kirchenausstattung vollständig ersetzt. In den Jahren 1998/1999 fanden umfangreichen Sanierungsarbeiten an der Gebäudehülle, der Holzverkleidung des Turms, der Dachkonstruktion sowie der Außenanlagen statt. Im Chor befindet sich mittlerweile eine Winterkirche.

## Baubeschreibung

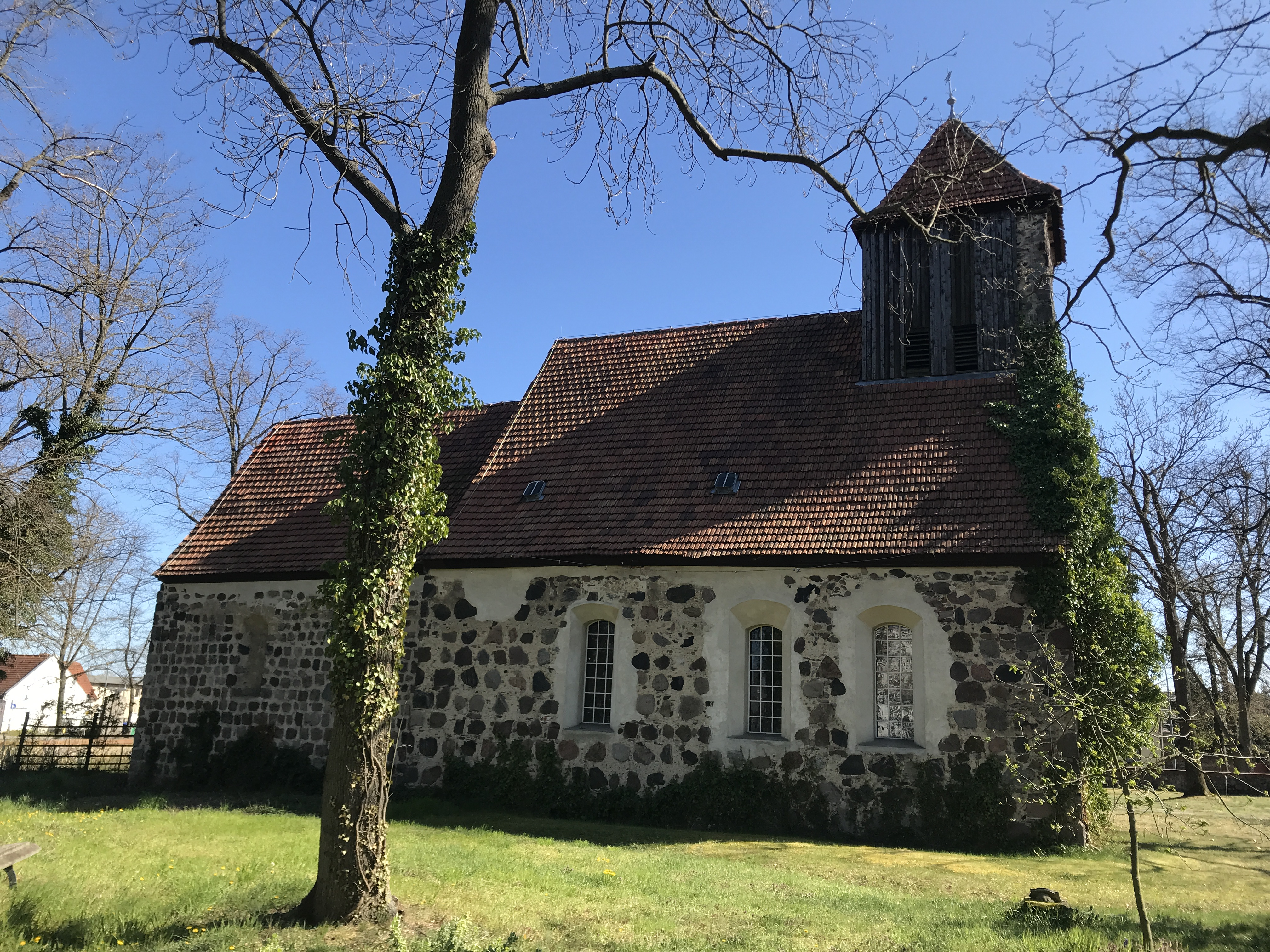
Ansicht von Norden

Das Bauwerk entstand im Wesentlichen aus Feldsteinen, die behauen und teilweise lagig geschichtet verarbeitet wurden. Der Chor ist gerade und leicht eingezogen. An der Ostwand wurden zahlreiche Veränderungen vorgenommen, so dass die ursprüngliche Struktur kaum noch erkennbar ist. Denkbar wäre, dass zur Bauzeit eine Dreifenstergruppe eingesetzt wurde. Darauf deuten die streifenförmigen Ausbesserungsarbeiten aus Bruchsteinen hin, die sich über die gesamte Fassadenlänge ziehen. Sie gehen in zwei segmentbogenförmige Blenden über, die sich im Giebel befinden. Mittig ist eine gedrückt-segmentbogenförmige Pforte, darüber ein Fenster sowie im Giebel ein weiteres, kleineres und ebenfalls segmentbogenförmiges Fenster. Tür und mittleres Fenster könnten ebenfalls Teil der Dreifenstergruppe gewesen sein. An der Nordseite waren ursprünglich zwei Fenster, von denen das östliche zugesetzt ist. Die beiden Fenster an der Südseite sind noch vorhanden, allerdings wurde das westliche Fenster zu einer späteren Zeit vergrößert.
Das Kirchenschiff hat einen rechteckigen Grundriss. Die Feldsteine sind hier deutlich weniger behauen. Vermutlich wurde zunächst der Chor und später in einem zweiten Bauabschnitt das Schiff errichtet. Dazu passt, dass die Kirchengemeinde auf einem Schild an der Kirche angibt, dass sich der Bau bis in die Mitte des 14. Jahrhunderts erstreckt habe. An er Nordwand sind drei große, gedrückt-segmentbogenförmige Fenster. Sie zeigen zum Teil erhebliche Ausbesserungsarbeiten und dürften daher „barock“ vergrößert worden sein. Gleiches gilt auch für die Fenster auf der Nordseite. Das mittlere davon ist nicht mehr vorhanden. Dort befindet sich eine kleine Vorhalle mit einem Rundbogenportal, einem quergestellten Satteldach und einem kleinen Kreuz im Giebel.
Die Westwand des Bauwerks ist fensterlos. Oberhalb des Dachfirsts erhebt sich der hölzerne Kirchturm. Er hat an seiner Nord- und Südseite zwei kleine, hochrechteckige Klangarkaden. Der Turm schließt mit einem Pyramidendach mit Kreuz ab.

## Ausstattung
Die Kirchenausstattung wurde in den 1960er Jahren ausgetauscht. Eine Fünte mit einer Schale aus Zinn stammt aus dem Jahr 1678. Auf der Westempore steht eine Orgel der Firma Sauer aus dem Jahr 1967. Das Instrument verfügt über sechs Register auf einem Manual.
Im Turm hängen zwei Glocken aus Bronze. Eine von ihnen stammt aus dem 15. Jahrhundert und trägt die Inschrift: „O Maria o jhecus“.
Außerhalb der Einfriedung steht südöstlich auf dem Denkmalplatz ein Denkmal für die Gefallenen der Weltkriege.